# Benjamin Diamond
Benjamin Diamond, nombre artístico de Benjamin Cohen (París, Francia, 11 de marzo de 1972), es un rapero y cantante francés.
Comenzó su carrera artística como un punk rocker en la banda «Chicken Pox», gracias a la inspiración de artistas como New Order, Michael Jackson, y Roxy Music. Sin embargo, es más conocido por su colaboración en el grupo Stardust con Alan Braxe y Thomas Bangalter (de Daft Punk). Cantó y compuso la letra del sencillo Music Sounds Better With You en 1998 que fue un éxito internacional.
En 2001, lanzó su primer álbum «Strange Attitude», que incluye sus primeros sencillos Little Scare y In your arms (We Gonna Make It). También en 2001, lanzó su EP solitario, que incluía una serie de pistas que había elaborado especialmente para el «Otoño-Dior» reconocido desfile de modas. Benjamin Diamond ha dicho que le parece muy difícil volver a su propio estilo de música después de «Stardust».			[cita requerida]
A mediados de 2005, lanzó su segundo álbum, Out of Myself, mucho más orientado al rock y al synth-pop.

## Discografía
Álbumes:
- Strange Attitude (2000)

- Out of Myself (2005)

- Cruise Control (2008)
- weed love (2015)